# Marching on to Victory
Marching on to Victory – album studyjny Arditi, wydany w październiku 2003 roku przez wytwórnię Svartvintras Productions. 
W 2007 roku album doczekał się nowego wydania, dzięki staraniu wytwórni Equilibrium Music. Nowa edycja prócz podstawowych utworów wzbogaciła się o dwa nowe.

## Lista utworów
1. "Determination" - 5:51
2. "Sturm V" - 4:45
3. "Unity of Blood" - 5:13
4. "Marching on to Victory" - 2:26
5. "Bless Our Arms" - 5:26
6. "Sun of Predappio" - 4:53
7. "Holy Order" - 3:42
8. "Militant Struggle" - 5:21
2 dodatkowe utwory z re-edycji:
9. "Sturm V" - 5:23
10. "Divina Patria" - 1:36